# Muzeum Sanktuaryjne w Piekarach Śląskich
Muzeum Sanktuaryjne w Piekarach Śląskich – muzeum położone w Piekarach Śląskich. Placówka działa w ramach sanktuarium Matki Sprawiedliwości i Miłości Społecznej.
Muzeum powstało w 2009. W ramach ekspozycji prezentowana jest historia obrazu Matki Boskiej Piekarskiejj i jego 350-letniego kultu. Wśród zbiorów znajdują się m.in. chrzcielnica kamienna z 1303, repliki koron, nałożonych obrazowi w 1925 oraz dary, złożone m.in. przez króla Jana III Sobieskiego, Lecha Wałęsę oraz proboszczów bazyliki: ks. Jakuba Roczkowskiego, ks. Jana Ficka oraz ks. Władysława Nieszporka – inicjatora utworzenia placówki.

Jedna z sal poświęcona jest osobie papieża Jana Pawła II i jego związkom z piekarskim sanktuarium. Prezentowane są tu wota, złożone przez niego: złoty różaniec, stuła i świeca z herbem papieskim. Natomiast w kolejnej prezentowane są drewniane rzeźby, zdobiące dawniej kaplicę piekarskiej Kalwarii.
Muzeum jest czynne w godzinach otwarcia Centrum Pielgrzymkowego, zwiedzanie odbywa się pod opieką przewodnika.